# Lautertal (Vogelsberg járás)
Lautertal település Németországban, Hessen tartományban. Lakosainak száma 2322 fő (2023. december 31.).

## Népesség
A település népességének változása:
| Lakosok száma | 2338 | 2317 | 2278 | 2274 | 2322 |
|               | 2017 | 2019 | 2021 | 2022 | 2023 |